# Cephalotes persimilis
Espèce

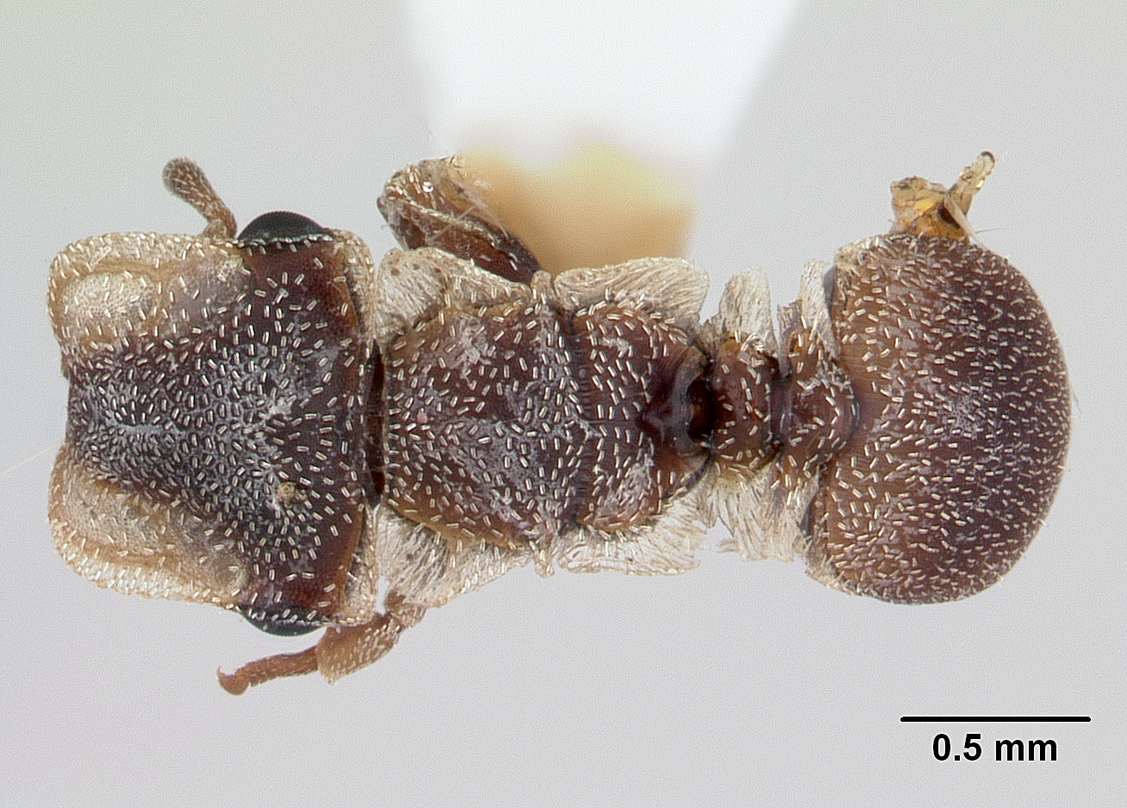
Cephalotes persimilis (vue dorsale)

Cephalotes persimilis est une espèce de fourmis arboricoles, de la sous-famille des Myrmicinae,.

## Distribution
Cette espèce est endémique de la moitié nord de l'Amérique du Sud.

### Découverte

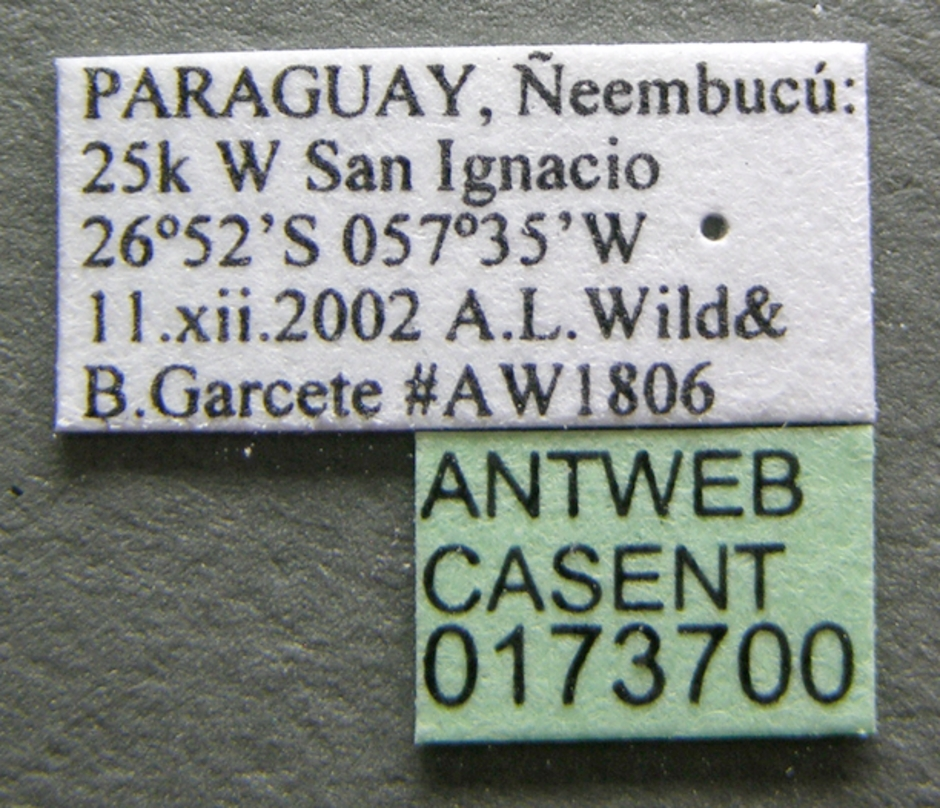
Note indicative du lieu de sa découverte.

Elle fut découverte au Paraguay.

## Description
Comme les autres espèces du genre Cephalotes, C. persimilis se caractérise par l'existence de soldats spécialisés dotés d'une tête surdimensionnée et plate ainsi que des pattes plus plates et plus larges que leurs cousines terrestres. 
Elle fut décrite et classifiée par l'entomologiste brésilienne Maria Lourdes de Andrade (d) en 1999, qui lui donna son nom actuel.

## Étymologie
- Cephalotes : « de la tête », « avec une tête développée »[5]

- Le terme persimilis fait référence à sa similarité avec l'espèce C. grandinosus[6].

## Publication originale
Maria L. de Andrade & Cesare Baroni Urbani Basel, « Diversity and Adaptation in the Ant Genus Cephalotes Past and Present (Hymenoptera, Formicidae) », Staatliches Museum für Naturkunde, 1999, 899 pages (Lire en ligne).

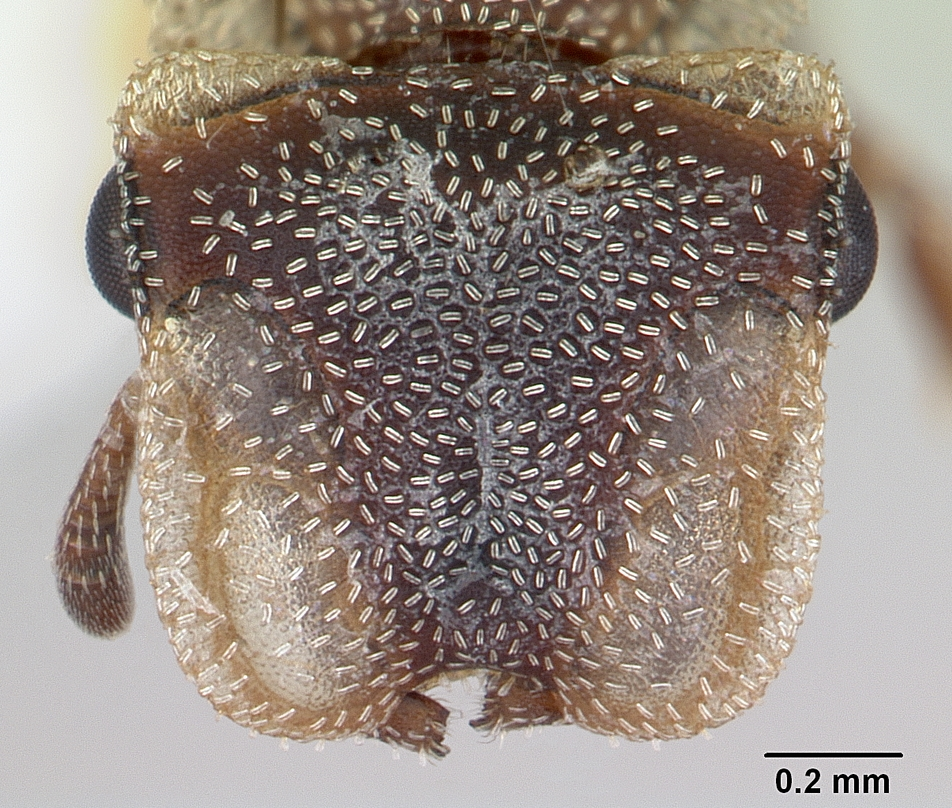
Tête
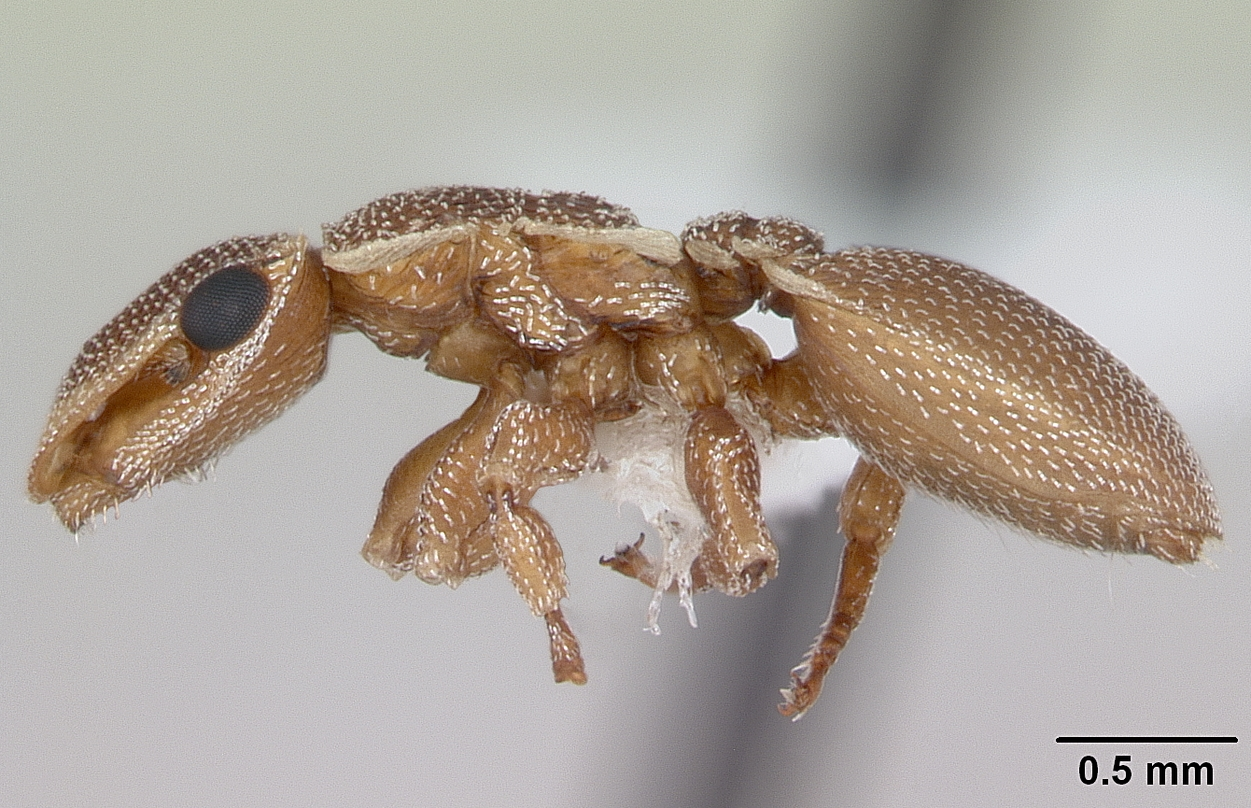
Vue de profil
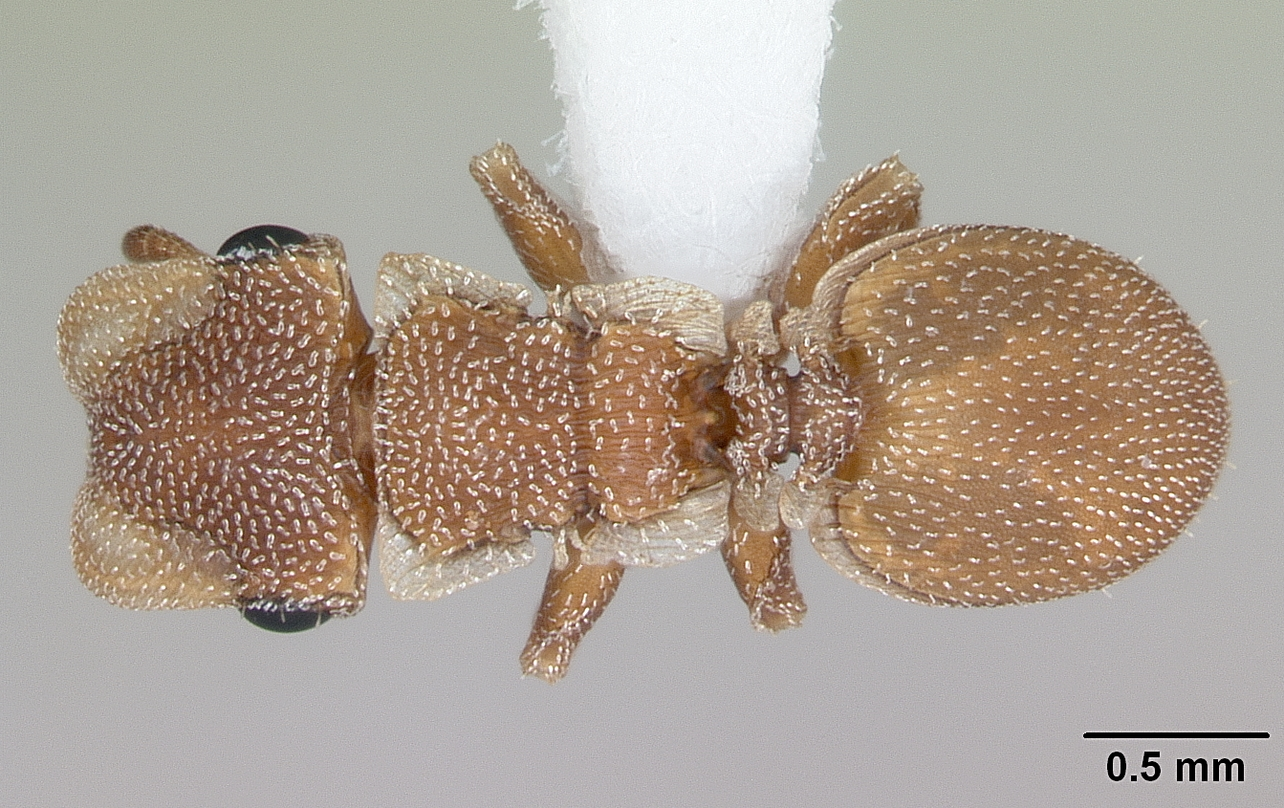
Autre spécimen (vue dorsale)
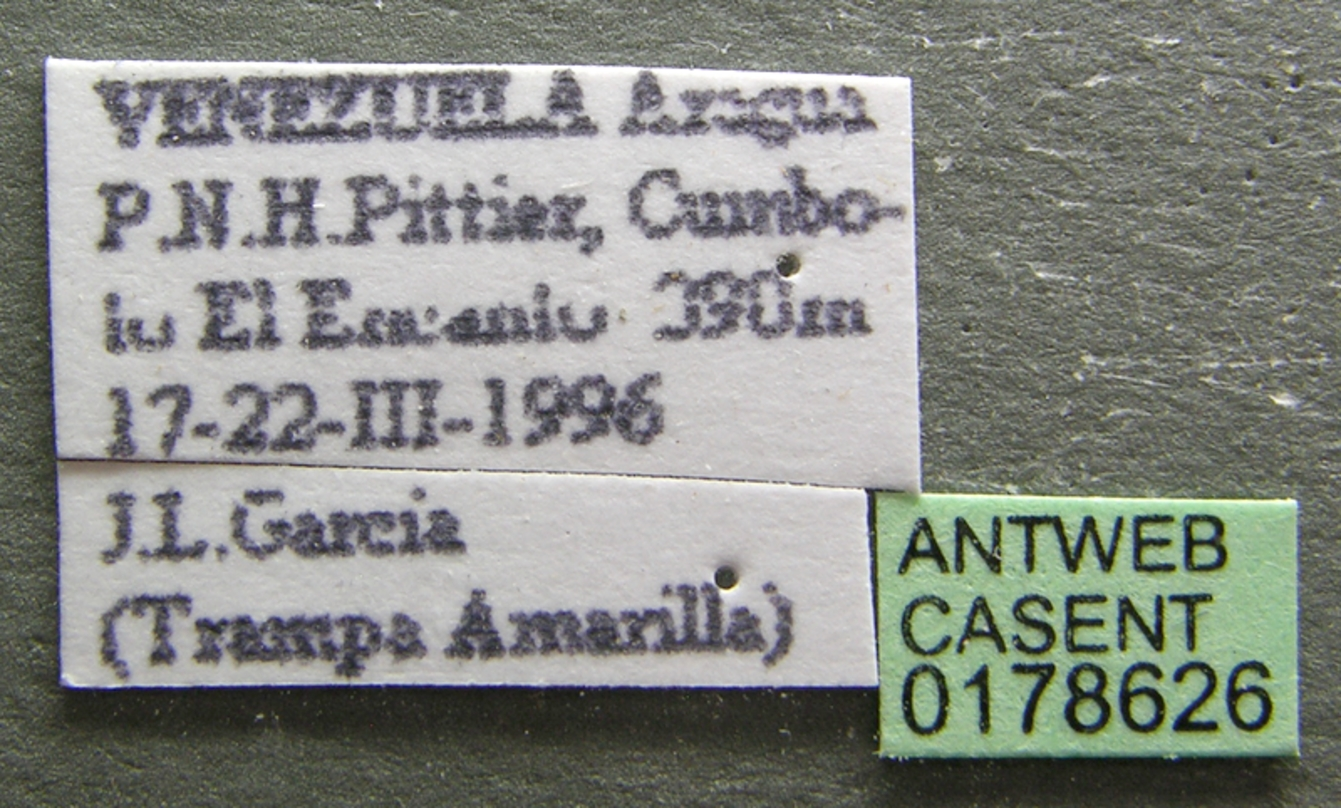
L'espèce est aussi endémique au Venezuela